# 盧考特 (肯塔基州)
盧考特（英語：Lookout）是位於美國肯塔基州派克縣的一個非建制地區。

## 地理
盧考特所處的海拔為高於海平面307米（即1007英呎），而該地所採用的時區為UTC-5，即北美東部時區（EST）。同時該地設有夏令時間，為UTC-5調快一小時，即UTC-4（EDT）。